# Steve Darcis
Steve Darcis (født 13. marts 1984 i Liège, Belgien) er en belgisk tennisspiller, der blev professionel i 2003. Han har, pr. maj 2009, vundet to ATP-turneringer.
Darcis er 178 cm. høj og vejer 74 kilo.